# 마라디 (니제르)
마라디(Maradi)는 니제르의 도시로 마라디 주의 주도다. 마라디 주 남부에 위치하며 인구는 174,485명(2008년 기준), 높이는 385m다.